# 麗澤大学
麗澤大学（れいたくだいがく、英語: Reitaku University）は、千葉県柏市光ヶ丘2-1-1に本部を置く日本の私立大学。1935年創立、1959年大学設置。大学の略称は麗澤大（れいたくだい）、麗大（れいだい）RU。

## 概観

### 大学全体
創立者・廣池千九郎（法学博士（東京帝国大学、1912年））が提唱した道徳科学「モラロジー」に基づく知徳一体の教育を基本理念とし、学生生徒の心に仁愛の精神を培い、その上に現代の科学、技術、知識を修得させ、国家、社会の発展と人類の安心、平和、幸福の実現に寄与できる人物を育成する。
創立者の廣池千九郎は、神宮皇學館教授、天理教教育顧問を歴任、モラロジー道徳教育財団の設立者でもある。このモラロジー道徳教育財団の関連法人として学校法人廣池学園があり、麗澤大学などを経営している。

### 「麗澤」の語義
「麗澤」という語は、中国古典『易経』「象（しょう）に曰く、麗（つ）ける澤は兌（よろこ）びなり、君子以て朋友と講習す」という言葉から取ったものであり、この言葉は「並んでいる沢が互いに潤し合う姿は喜ばしい。立派な人間になろうとする者が志を同じくする友と切磋琢磨する姿は素晴らしい」と解説される。つまり、「麗澤」という校名には、私たち人間にとって、思いやりの心を育てることが何よりも大切であるとの願いが込められており、太陽のような光明（知恵）と温熱（慈悲）とを併せもって、公平無私な態度で万物を育てることができる人間の育成を目標としている。

## 沿革
（この節の主要な出典は公式サイト）

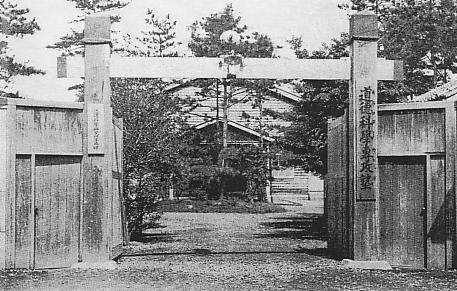
戦前の道徳科学専攻塾

- 1935年（昭和10年）4月 - 道徳科学専攻塾を開塾。本科と別科を設置
- 1942年（昭和17年）4月 - 旧制専門学校の東亜専門学校開校
- 1944年（昭和19年）1月 - 東亜外事専門学校に校名改称
- 1947年（昭和22年）1月 - 千葉外事専門学校に校名改称
- 1950年（昭和25年）4月 - 麗澤短期大学開学。英語科を設置
- 1959年（昭和34年）4月 - 麗澤大学開学。外国語学部イギリス語学科、ドイツ語学科を設置
- 1960年（昭和35年）4月 - 外国語学部に中国語学科を増設
- 1972年（昭和47年）4月 - 麗澤日本語学校開校
- 1976年（昭和51年）4月 - 別科日本語研修課程を開設
- 1986年（昭和61年）4月 - 外国語学部のイギリス語学科を英語学科に改称
- 1988年（昭和63年）4月 - 外国語学部に日本語学科を増設
- 1992年（平成4年）4月 - 国際経済学部国際経済学科、国際経営学科を開設。全寮制から通学制へ
- 1996年（平成8年）4月 - 大学院言語教育研究科日本語教育学専攻修士課程（1998年より博士前期課程）、国際経済研究科経済管理専攻、政策管理専攻修士課程を開設
- 1998年（平成10年）4月 - 大学院言語教育研究科日本語教育学専攻に博士後期課程を設置、国際経済研究科に経済・政策管理専攻博士課程を増設
- 1999年（平成11年）4月 - 国際経済学部に国際産業情報学科を増設
- 2001年（平成13年）4月 - 大学院言語教育研究科に比較文明文化専攻博士前期課程・博士後期課程増設
- 2004年（平成16年）4月 - 国際経済学部にIMC (International Management and Communication) コース開設
- 2006年（平成18年）4月 - 大学院言語教育研究科に英語教育専攻修士課程を増設
- 2008年（平成20年）4月 - 外国語学部の英語学科、ドイツ語学科、中国語学科、日本語学科を外国語学科に、国際経済学部国際経済学科、国際経営学科、国際産業情報学科を経済学部経済学科、経営学科に改組。経済学部に中国MCコース（Management & Communication Course）開設
- 2012年（平成24年）
  - 3月 - 国際経済学部の国際産業情報学科を廃止
  - 4月 - 大学院国際経済研究科経済管理専攻修士課程、政策管理専攻修士課程、経済・政策管理専攻博士課程を、経済研究科経済学専攻修士課程、経営学専攻修士課程、経済学・経営学専攻博士課程に改組。経済学部経営学科に入学試験を学科とは別枠で行う国際ビジネスコース開設
- 2013年（平成25年）3月 - 外国語学部の英語学科、国際経済学部の国際経営学科及び大学院国際経済研究科経済管理専攻修士課程を廃止
- 2014年（平成26年）3月 - 国際経済学部及び国際経済学部国際経済学科を廃止
- 2018年（平成30年）4月 - 大学院学校教育研究科道徳教育専攻修士課程を設置
- 2020年（平成31年）4月 - 国際学部（国際学科・グローバルビジネス学科）新設
  - 2020年12月 - データサイエンス教育推進室を新設し、全学部でデータサイエンス教育を開始した[4]
- 2024年（令和6年）4月 - 「工学部」及び「経営学部」を新設[5]。これにより、これまでの外国語学部・国際学部・経済学部に加えて経営学部・工学部を合わせて5つの学部を擁する、文・理融合の総合大学へと発展する。
- 2024年（令和6年）11月 - 国際学部国際学科が千葉県内の大学で唯一となる登録日本語教員養成機関の登録を文部科学省に受ける。登録を受け、2025年度（令和7年度）から日本語教員養成・実践研修課程を開設する[6][7]。

## 組織
（この節の主要な出典は公式サイト）
2024年9月現在の学生数は2,621名。(外国語学部882名、国際学部548名、経済学部869名、経営学部170名、工学部152名。)

### 学部・学科・専攻
- 国際学部
  - 国際学科
    - 日本学・国際コミュニケーション専攻
    - 国際交流・国際協力専攻

  - グローバルビジネス学科
    - グローバルビジネス専攻
- 外国語学部
  - 外国語学科
    - 英語コミュニケーション専攻
    - 英語・リベラルアーツ専攻（平成28年度以前入学者は英語・英米文化専攻）
    - ドイツ語・ヨーロッパ専攻（令和2年度入学者までドイツ語・ドイツ文化専攻）
    - 中国語・グローバルコミュニケーション専攻（令和元年度入学者まで中国語専攻）
    - 日本語・国際コミュニケーション専攻（令和元年度入学者まで）
    - 国際交流・国際協力専攻（令和元年度入学者まで）

  - 副専攻（令和元年度入学者まで）
    - 英語教育副専攻
    - 日本語教育・国語教育副専攻
    - 言語・情報コミュニケーション副専攻
    - EU地域副専攻
    - 英語圏地域副専攻
    - 東アジア地域副専攻
    - 比較文化・比較文明副専攻
    - 国際交流副専攻
    - ビジネス副専攻
    - 21世紀の人間学（麗澤スタディーズ）副専攻
- 経営学部（令和6年度入学者より）
  - 経営学科
    - ビジネスデザイン専攻
    - AI・ビジネス専攻
    - スポーツビジネス専攻
    - ファミリービジネス専攻
- 経済学部
  - 経済学科
    - 経済専攻
    - グローバル人材育成専攻（令和元年度入学者まで）
    - 観光・地域創生専攻（令和2年度入学者より）

  - 経営学科（令和5年度入学者まで）
    - 経営専攻
    - 会計ファイナンス専攻（令和元年度入学者まで）
    - スポーツビジネス専攻
    - AI・ビジネス専攻（令和2年度入学者より）

  - 特別コース（国際学部）
    - 多文化共生コース
    - Japan Studiesコース
    - 国際協力コース
    - GBS(Global Business Studies ）コース
    - グローバル経営コース
    - グローバルファイナンス・AIコース
    - アジア太平洋ビジネスコース

  - 特別コース（共通）
    - 公務員コース

  - 特別プログラム（国際学部）
    - 国際地域研究プログラム
    - 中国ビジネスプログラム
- 工学部（令和6年度入学者より）
  - 工学科
    - 情報システム工学専攻
    - ロボティクス専攻

### 大学院
（この節の主要な出典は公式サイト）
- 言語教育研究科
  - 日本語教育学専攻 - 博士課程（前期・後期）※日本語教育専攻博士課程（後期）は2019年度より募集停止
  - 比較文明文化専攻 - 博士課程（後期）※比較文明文化専攻博士課程（後期）は2020年度より募集停止
- 経済研究科
  - 経営学専攻 - 修士課程
  - 経済学・経営学専攻 - 博士課程
- 学校教育研究科
  - 道徳教育専攻 - 修士課程[11]

### 研究機関等
（この節の主要な出典は公式サイト）
- 経済社会総合研究センター
- 比較文明文化研究センター
- 企業倫理研究センター
- 言語研究センター
- AI・ビジネス研究センター
- 都市不動産科学研究センター

### 文部科学省支援プログラム
- 外国語学部「国際共通語としての英語教育」（現代GP）[12]

### エクステンション
- 麗澤オープンカレッジ[13]

## 国際交流
「小規模にこだわる。」「国際性にこだわる。」をキャッチフレーズに、グローバルな社会を生き抜く”人財” 育成に力を入れている。
留学生が多く、学生の約9人に1人が外国籍の学生であったり、外国語学部の約2人に1人は留学を経験しているなど、日常から語学力だけでなく、国際感覚も身につく環境が整っている。
校舎「あすなろ」の2階はiFloor(アイフロア：International Floor）と位置付けられており、外国語の多機能自主学習フロアとして学生や教職員でにぎわっている。グローバル教員が在籍しており、学生は空き時間に会話を楽しんだり、ライティングの指導を受けることもできる。季節に係るイベントや、グローバル教員によりワークショップも実施されており、国際色豊かな雰囲気も楽しめる。

### 海外で活動するプログラム
- 麗澤模擬国連団体
  - 毎年秋にワシントンD.C.で開催される「全米模擬国連大会」に2011年から連続で出場している。
- カンボジア教育支援活動　”Plas+（Present Love to All Students)
  - カンボジアの小学校での「安全安心な学び場づくり」に向け、学校の校庭に壁をつくる活動を実施。現在は、情操教育を中心に、学生自らが運動会や理科の実験などの「出前授業」を行っています。
- ネパールを拠点に活動する「Be a Bridge」
  - 2015年に発生したネパール大地震をきっかけに減災教育を実施。現在は現地の小学校で衛生環境啓発活動など実施し、活動の幅を広げている。
- ミクロネシア環境教育活動「Japanesia」
  - Japan×Micronesiaという意味でチーム名をつけた本団体は、国際協力を実践的に学びたい学生が集まっています。ミクロネシア連邦における子供たちに対する環境教育プロジェクトを実施しています。

### 海外の提携校・交流校
- アメリカ合衆国
  - ポートランド州立大学、セント・マーチンズ大学、オレゴン大学（AEI）、サンノゼ州立大学、レッドランズ大学、セイラム州立大学、    ボストン大学、フィッチバーグ州立大学、ミドル・テネシー州立大学、マレー州立大学、南イリノイ大学、ハワイ大学リーワードコミュニティカレッジ

- イギリス
  - リーズ大学（The Language Centre)、ロンドン大学東洋アフリカ学院（SOAS)

- カナダ
  - ランガラ・カレッジ 、プリンス・エドワード・アイランド大学
- オーストラリア
  - クイーンズランド大学、ラングポーツ・English Language College、シドニー・カレッジ・オブ・イングリッシュ

- フィリピン
  - パーペチュアル・ヘルプ大学

- ドイツ
  - マーブルク大学、フレンスブルク大学、イェーナ・フリードリヒ・シラー大学、  ハレ＝ヴィッテンベルク・マルチン・ルター大学、  ロストック大学、レーベンスブルク大学、ヴッパータール大学、ヴィッテン・ヘアデッケ大学、  バウハウス大学

- オランダ
  - フォンティス応用科学大学

- スペイン
  - アリカンテ大学

- 中国
  - 天津理工大学、天津財経大学、西安外国語大学

- 韓国
  - 韓国外国語大学校 、釜山外国語大学校

- 台湾
  - 淡江大学、国立屏東大学

- タイ
  - パヤップ大学、サイアム大学、プリンス・オブ・ソンクラーナカリン大学プーケット校、ナレースワン大学

- シンガポール
  - ナンヤン・ポリタクニック

- ミクロネシア連邦
  - カレッジ・オブ・ミクロネシア

- ベトナム
  - ホーチンミン市人文社会科学大学
- インドネシア
  - タズキアイスラム経済大学
- モンゴル
  - 新モンゴル日馬富士学園

## 部活・サークル
- - 空手道部
  - 弓道部
  - 剣道部
  - 武術太極拳部
  - 少林寺拳法部
  - 馬術部[14]
  - ダンス部
  - ゴルフ部[15]
  - サッカー部
  - バレーボール部
  - テニス部
  - バスケットボール部
  - 茶道部裏千家
  - 表千家茶道部
  - きもの・お作法の会
  - 軽音楽部
  - E.S.S(英会話)
  - 英語劇グループ
  - 箏曲部
  - 野球部
  - 陸上競技部
  - 女子ラグビー部
  - Deers(軟式野球部)
  - スキーサークル
  - オールラウンド
  - カニテニス
  - バスケットボール
  - バドミントン
  - ハンドボール
  - BrezeL(フットサル)
  - ReiB(ダブルダッチ)
  - サバイバルゲーム
  - ソフトテニス
  - 剣玉サークル~Oケン~
  - アカペラサークル~音もだち~
  - フォークソング研究会
  - ロック研究会
  - ドイツ語劇グループ
  - 劇団つどい
  - 落語研究会
  - 麗澤国際交流親睦会(RIFA)
  - 写真サークルPhotoShop
  - 現代視聴覚文化研究会
  - プアン
  - 韓日文化研究会
  - 日中異文化研究会
  - HANG OUT
  - テーブルゲーム

## その他

### 久間発言
2007年6月30日、久間章生防衛大臣（当時）が、「麗澤大学比較文明文化研究センター」主催の連続講演会「比較文明学と平和研究」（柏キャンパス1号棟大教室）で講演を行い、いわゆる「原爆しょうがない」発言をした。被爆者などから批判を浴び、久間は翌日7月1日に発言を撤回したものの、7月3日になって防衛大臣を辞任した。
久間の後任の防衛大臣となった小池百合子も、2008年10月11日に「麗澤大学オープンカレッジ」主催の連続・特別講演会「持続可能性をいかに実現するか」で講演「日本と地球の守り方」を行っている。

## 関連団体
- モラロジー研究所
- 麗澤海外開発協会
- 麗澤大学出版会
- 柏インターネットユニオン(KIU)

## 著名な出身者
- 松田康博 - 国際政治学者、教授[19]
- 髙巖 - 経営学者、教授
- 田中邦衛 - 俳優(短大卒)[20]。
- 国枝慎吾 - 車いすテニス[21]
- 高遠菜穂子 - 作家[22]
- 黒田成彦 - 政治家[23]
- 片山萌美 - 俳優[24]
- 福島幸雄 - アナウンサー
- 伊藤巧 - バスフィッシング・プロフェッショナル

## 系属校
- 麗澤中学校・高等学校
- 麗澤瑞浪中学校・高等学校
- 麗澤幼稚園

## 公式サイト
- 麗澤大学
- Reitaku Journal
- 廣池千九郎記念館
- モラロジー道徳教育財団
- 麗澤大学大学院